# Papiro 30
Il Papiro 30 ({\displaystyle {\mathfrak {p}}}30) è un antico manoscritto papiraceo, datato paleograficamente al III secolo, e contenente frammenti della Prima lettera ai Tessalonicesi (4:12-5:18. 25-28) e della Seconda lettera ai Tessalonicesi (1:1-2;2:1.9-11) in lingua greca.

## Descrizione
Il manoscritto è redatto con notevole cura in grandi lettere onciali; i nomina sacra sono abbreviati. Il numero delle pagine suggerisce che il manoscritto fosse una collezione di lettere di Paolo.
È un rappresentante del tipo testuale alessandrino (o, piuttosto, proto-alessandrino). Kurt Aland lo collocò nella categoria I. Secondo Comfort, che lo data al III secolo, questo manoscritto presenta le maggiori concordanze col Codex Sinaiticus, seguito dal Codex Vaticanus (11 varianti su 13).
Secondo Grenfell, concorda quattro volte col Vaticanus (B) contro Sinaiticus (א) e Alexandrinus (A), una volta con B e A contro א, due volte con א e A contro B, e una volta con א contro B e A.
È attualmente conservato alla Ghent University (Inv. 61) a Gand.